# Ocellularia conferta
Ocellularia conferta är en lavart som först beskrevs av William Nylander och som fick sitt nu gällande namn av Carroll William Dodge 1965. 
Ocellularia conferta ingår i släktet Ocellularia och familjen Thelotremataceae. Inga underarter finns listade i Catalogue of Life.